# Breeders' Cup
Breeders' Cup World Championships, är en serie galopplöp som drivs av Breeders' Cup Limited, ett företag som bildades 1982. Från starten 1984 till 2006 reds alla löp under en och samma dag, men utökades 2007 till två dagar. Alla upplagor av löpet har arrangeras i USA, förutom 1996, då tävlingarna ägde rum på Woodbine Racetrack i Kanada.
Flera av löpen är Grupp 1-löp, det vill säga löp av högsta internationella klass.

## Löp
| Löp                                 | Prissumma         | Grupp | År   |
| ----------------------------------- | ----------------- | ----- | ---- |
| Breeders' Cup Juvenile Turf         | 1 miljon dollar   | IT    | 2007 |
| Breeders' Cup Juvenile Fillies Turf | 1 miljon dollar   | IT    | 2008 |
| Breeders' Cup Juvenile Turf Sprint  | 1 miljon dollar   | IIT   | 2018 |
| Breeders' Cup Dirt Mile             | 1 miljon dollar   | I     | 2007 |
| Breeders' Cup Filly & Mare Sprint   | 1 miljon dollar   | I     | 2007 |
| Breeders' Cup Turf Sprint           | 1 miljon dollar   | IT    | 2008 |
| Breeders' Cup Sprint                | 2 miljoner dollar | I     | 1984 |
| Breeders' Cup Mile                  | 2 miljoner dollar | IT    | 1984 |
| Breeders' Cup Distaff               | 2 miljoner dollar | I     | 1984 |
| Breeders' Cup Juvenile Fillies      | 2 miljoner dollar | I     | 1984 |
| Breeders' Cup Filly & Mare Turf     | 2 miljoner dollar | IT    | 1999 |
| Breeders' Cup Juvenile              | 2 miljoner dollar | I     | 1984 |
| Breeders' Cup Turf                  | 4 miljoner dollar | IT    | 1984 |
| Breeders' Cup Classic               | 6 miljoner dollar | I     | 1984 |

Följande löp i serien rids inte längre:
- Breeders 'Cup Marathon (2008–2013)
- Breeders 'Cup Juvenile Sprint (2011–2012)

## Banor
Breeders' Cup arrangeras varje år på varierande galoppbanor.

- 2022 − Keeneland
- 2021 − Del Mar Thoroughbred Club
- 2020 − Keeneland
- 2019 – Santa Anita Park
- 2018 – Churchill Downs
- 2017 − Del Mar Thoroughbred Club[4]
- 2016 − Santa Anita Park
- 2015 − Keeneland
- 2014 − Santa Anita Park
- 2013 − Santa Anita Park[5]
- 2012 − Santa Anita Park
- 2011 − Churchill Downs
- 2010 − Churchill Downs
- 2009 − Santa Anita Park
- 2008 − Santa Anita Park
- 2007 − Monmouth Park
- 2006 − Churchill Downs
- 2005 − Belmont Park
- 2004 − Lone Star Park
- 2003 – Santa Anita Park
- 2002 – Arlington Park
- 2001 – Belmont Park
- 2000 – Churchill Downs
- 1999 – Gulfstream Park
- 1998 – Churchill Downs
- 1997 – Hollywood Park Racetrack
- 1996 – Woodbine
- 1995 – Belmont Park
- 1994 – Churchill Downs
- 1993 – Santa Anita Park
- 1992 – Gulfstream Park
- 1991 – Churchill Downs
- 1990 – Belmont Park
- 1989 – Gulfstream Park
- 1988 – Churchill Downs
- 1987 – Hollywood Park Racetrack
- 1986 – Santa Anita Park
- 1985 – Aqueduct Racetrack
- 1984 – Hollywood Park Racetrack